# بطولة العالم للدراجات على المضمار 1913
بطولة العالم للدراجات على المضمار 1913 هي الدورة ال21 من بطولة العالم للدراجات على المضمار، أجريت في لايبزيغ، ألمانيا.

## النتائج النهائية
| المسابقة                              | ذهبية                 | فضية                     | برونزية               |
| ------------------------------------- | --------------------- | ------------------------ | --------------------- |
| الرجال                                |                       |                          |                       |
| السرعة الفردية                        | Walter Rütt (GER)     | Thorvald Ellegaard (DEN) | André Perchicot (FRA) |
| سباق مطاردة الدراجة النارية للهواة    | ليونارد ميريديث (GBR) | اليكس باير (GER)         | Cor Blekemolen (NED)  |
| سباق مطاردة الدراجة النارية للمحترفين | بول غيينارد (FRA)     | جول ميكيل (FRA)          | ريتشارد شيرمان (GER)  |